# Orašac (Aranđelovac)
Orašac (srbsky Орашац) je malá vesnice v Srbsku u města Aranđelovac v regionu Šumadija. Podle zprávy ze sčítání lidu za rok 2011 žilo v obci 1484 obyvatel. Orašac se nachází na hlavní silnici Mladenovac – Aranđelovac, 6 km od Aranđelovacu. Odehrála se zde jedna z nejvýznamnějších událostí pro srbský národ – vypuknutí prvního srbského povstání.

## Historie
Na tomto místě bylo dosaženo dohody o započetí rozhodujícího boje proti Turkům v listopadu 1803. Povstání vypuklo na Sretenje ( 15. února ) roku 1804 v kotlině Marićević. Na památku tohoto data byl zřízen pamětní komplex – památník v Marićević Jaruza, kostel sv. Nanebevstoupení Páně, škola Prvního srbského povstání, pomník Karadjordje a muzeum. Roku 1979 rozhodl srbský parlament o zařazení obce Orašac mezi pamětihodnosti, a proto byla obec klasifikována jako kulturní statek velkého významu pro Republiku Srbsko.

## Demografie
Obec Orašac čítá populaci 1164 dospělých, s průměrným věkem 41,4 let (40,4 pro muže a 42,4 pro ženy). V obci je 504 domácností a průměrný počet členů na domácnost je 2.90.
Toto osídlení je z velké části osídleno Srby (podle sčítání lidu v roce 2002).

## Galerie

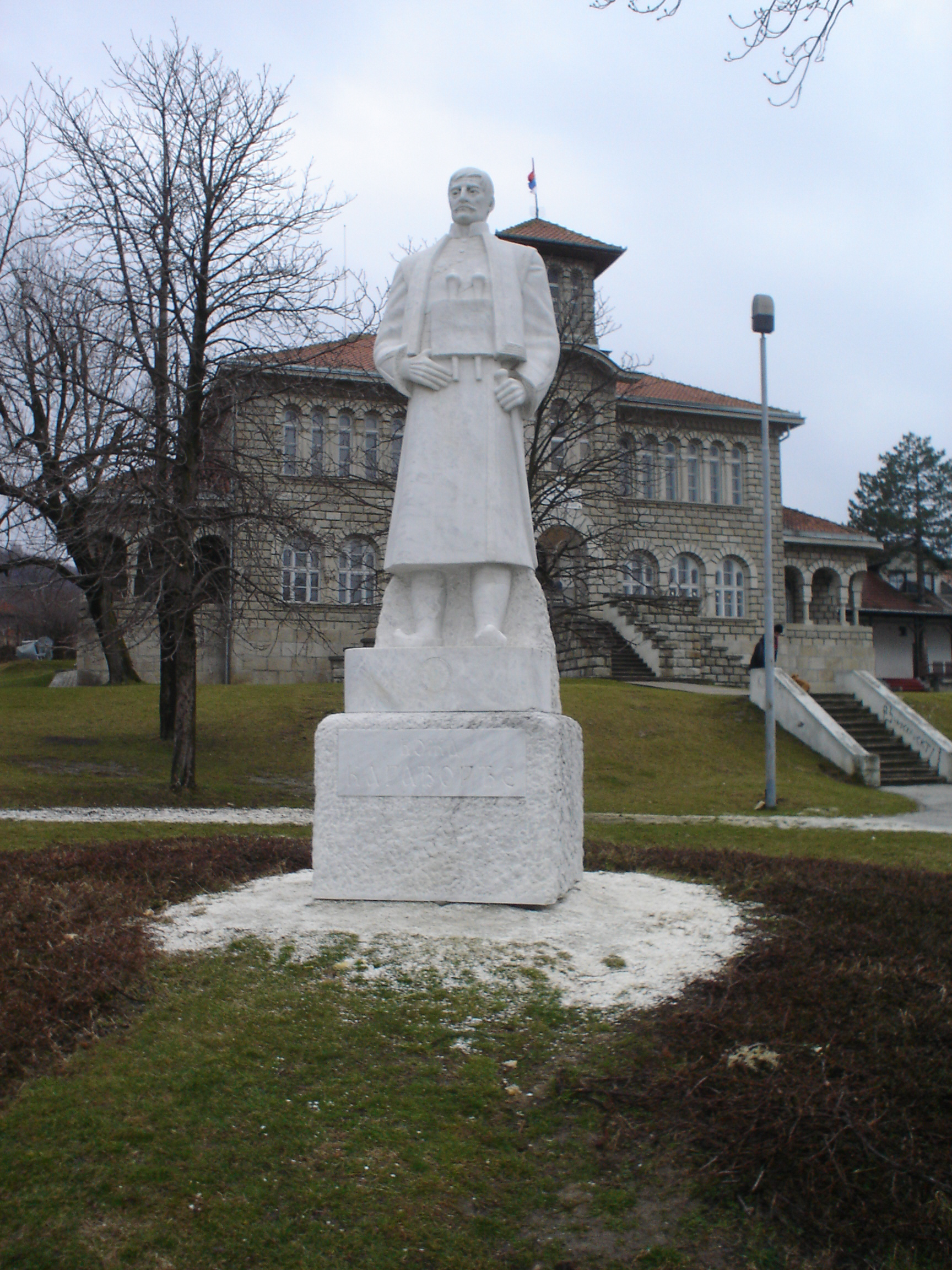
Pomník Karađorđa Petroviće
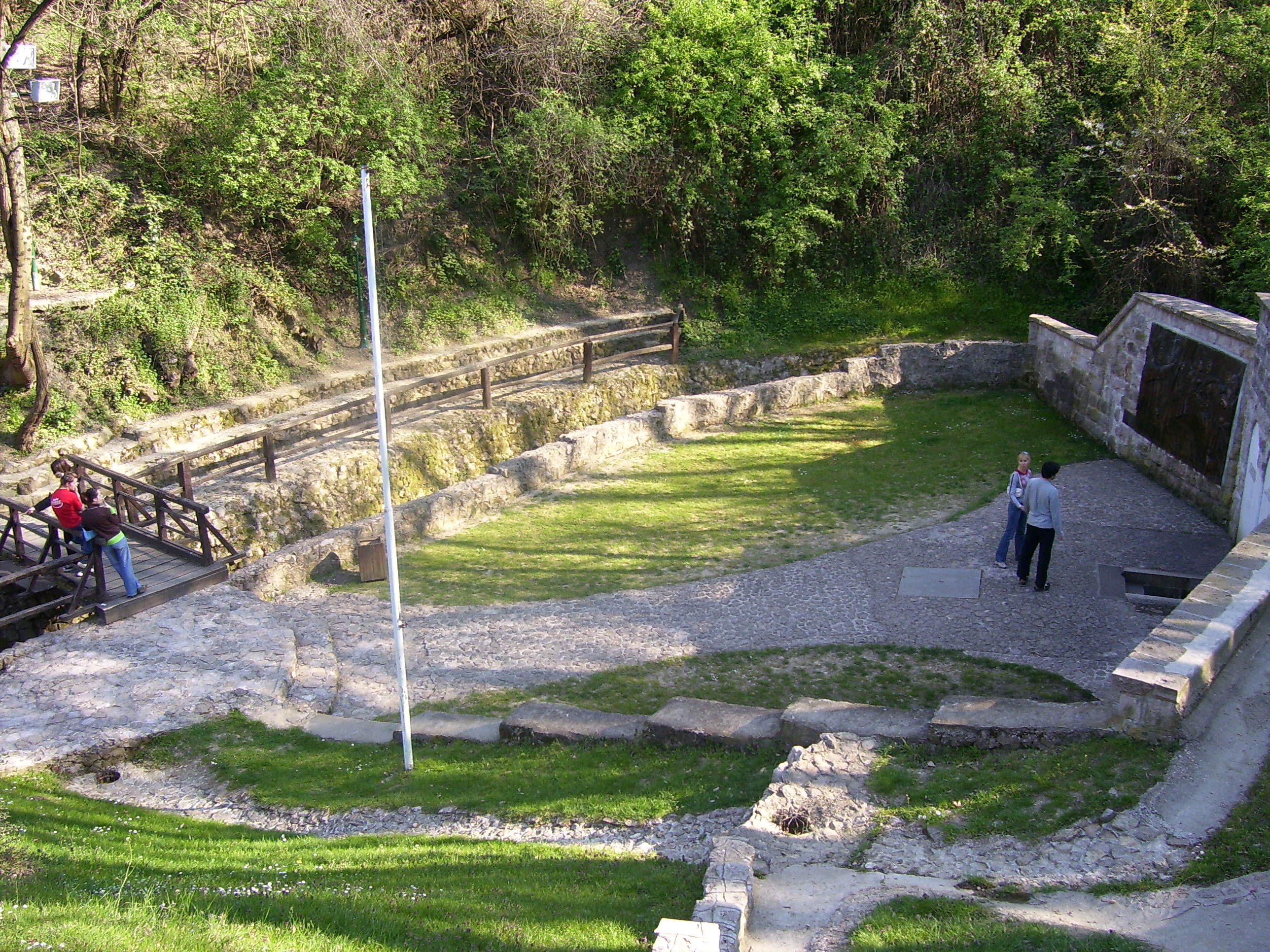
Památník v Marićević Jaruza
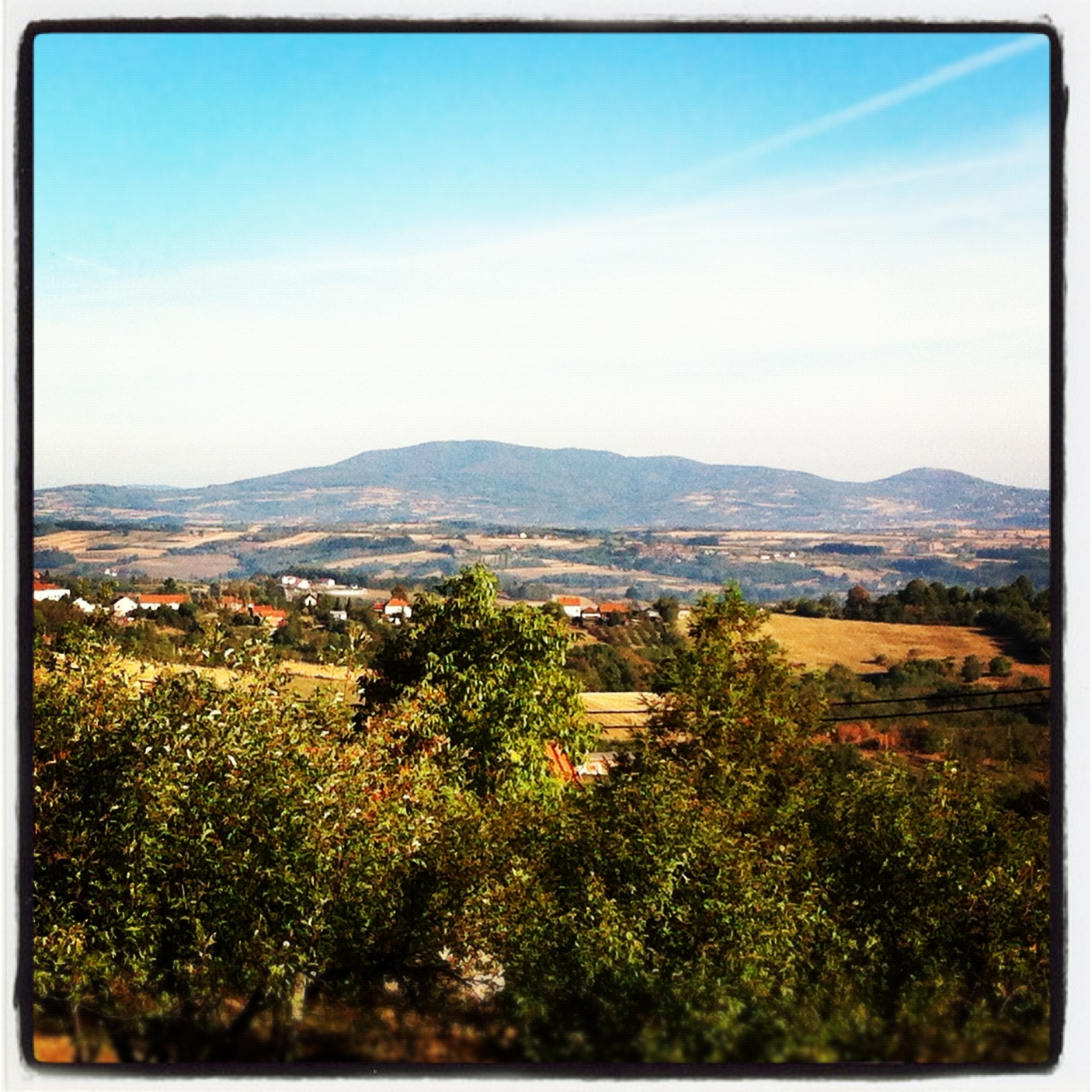
Pohled na krajinu Šumadije z vesnice Orašac